# Ipermestra (Hasse)
Pour les articles homonymes, voir Ipermestra.
Ipermestra est un opéra de Johann Adolf Hasse créé le 8 janvier 1744 à la cour de Vienne à l'occasion du mariage de Marie-Anne d'Autriche et de Charles-Alexandre de Lorraine. L'opéra est repris sous une forme lourdement remaniée devant la cour de l'Électeur de Saxe et roi de Pologne au théâtre du pavillon de chasse d'Hubertsbourg en 1751.

## Contexte historique
Ipermestra est un opéra (dramma per musica) en langue italienne. Le livret est de Pietro Metastasio qui repose lui-même sur Les Suppliantes d'Eschyle. Il prend pour personnage principal Hypermnestre.

## La version de Vienne (1744)
Avec Antigono, Ipermestra est l'un des premiers opéras issus d'une collaboration directe entre Pietro Metastasio et Johann Adolf Hasse.  L'opéra est suivi d'une licenza avec une musique de Predieri, vice-maître de chapelle à la cour de Vienne, et accompagné de ballets composés par Holzbauer. Si Hasse semble avoir participé aux répétitions, il est absent de la capitale autrichienne lors de la première le 8 janvier 1744, si bien que l'opéra semble avoir été dirigé par Predieri.
La distribution d'origine n'est pas connue. L'orchestre prévoit, outre les quatre parties de cordes, des cors et des hautbois.

## La version d'Hubertsbourg (1751)
Hasse reprend l'opéra le 7 octobre 1751 pour la cour de l'Électeur de Saxe et roi de Pologne, qu'il sert en qualité de maître de chapelle. Les récitatifs sont abrégés et ponctuellement révisés tandis que la moitié des arias sont composées ex novo. Les changements s'expliquent en grande partie par la nécessité d'adapter la partition à la distribution dont dispose Hasse à la cour de Dresde : le rôle d'Ipermestra est ainsi remanié pour la prima donna Regina Mingotti dans le sens d'une plus grande virtuosité. Initialement composé pour basse, le rôle de Danao est quant à lui réécrit pour le ténor Angelo Amorevoli ; ces changements s'accompagnent de modifications apportées au livret de Metastasio, peut-être effectuées par Giovanni Ambrogio Migliavacca, librettiste italien de la cour de Dresde. Le castrat soprano Ventura Rocchetti est chargé du rôle de Linceo, tandis que le castrat alto Domenico Annibali reçoit la partie de Plistene et la soprano Teresa Albuzzi-Todeschini celle d'Elpinice. Hasse tire de plus parti des ressources instrumentales de la chapelle de Dresde en ajoutant notamment une paire de flûtes à l'orchestre.